# 網走高等学校
網走高等学校（あばしりこうとうがっこう）とは、かつて北海道網走市南6条東3丁目にあった私立高等学校。設置者は学校法人網走学園で、網走市では唯一の私立高等学校であった。

## 沿革
- 1947年（昭和22年）7月1日 - 網走女子技芸専門学校として開校し、翌年、網走高等技芸学校として認可を受けた。
- 1958年（昭和33年） - 学校法人化され、網走学園網走高等技芸学校となった。
- 1959年（昭和34年） - 私立高等学校の認可を受け、網走学園網走女子高等学校となった。
- 1968年（昭和43年） - 男女共学となり、網走学園網走高等学校と改称された。
- 2005年（平成17年）8月2日 - 2008年を目処に網走向陽高等学校との統合方針が北海道教育委員会より発表された。
- 2008年（平成20年）3月31日 - 閉校。4月からは北海道網走桂陽高等学校（道立）に引き継がれた。
- 2018年（平成30年）12月 − 閉校後網走市が校舎を各種団体に貸し出していたが、老朽化などにより取り壊されて跡地に特別養護老人ホームが建設された。